# Srednjaja
La Srednjaja (in russo Средняя?) o Srednjaja sopka (Средняя сопка) è un vulcano spento situato nella parte centrale della Kamčatka, in Russia. 

## Descrizione
La Srednjaja fa parte del gruppo Ključevskaja che comprende 13 vulcani tra cui: Udina, Ključevskaja Sopka, Bezymjannyj, Tolbačik e Kamen'. Il vulcano Srednya Sopka è un vulcano conico con un versante orientale leggermente distrutto e un'altezza relativa di 400 m. L'altezza assoluta è di 2989 m. Non è stata determinata la data dell'ultima eruzione.